# Pista dell'Oregon
La Pista dell'Oregon (Oregon Trail) era una delle principali strade di migrazione via terra nel continente nordamericano, che portava da luoghi lungo il fiume Missouri all'Oregon Country.

## Storia
La pista venne aperta negli anni 1830 dai trapper del commercio delle pellicce. Tra il 1841 e il 1869 l'Oregon Trail fu usato da coloni, cow-boy, minatori e uomini d'affari che migravano nel Pacific Northwest. La metà orientale del percorso era usata anche dai viaggiatori del California Trail, Bozeman Trail, e Mormon Trail, che usavano gran parte dello stesso percorso prima di dirigersi alle loro differenti destinazioni. Una volta che fu completata la First Transcontinental Railroad dalla Union Pacific Railroad e dalla Central Pacific, l'uso di questo percorso da parte dei viaggiatori per lunga distanza diminuì rapidamente, poiché la ferrovia era in grado di soddisfare la maggior parte delle necessità di viaggio. Entro il 1883 la Northern Pacific Railway (la Prima Ferrovia Transcontinentale) aveva raggiunto Portland nell'Oregon. Furono costruite strade lungo o vicino alla maggior parte del percorso poiché viaggiatori locali viaggiavano verso città stabilitesi originariamente lungo l'Oregon Trail.
Per completare il viaggio in una stagione di viaggio la maggior parte dei viaggiatori partiva da aprile a maggio, non appena ci fosse abbastanza erba per il foraggio degli animali e i sentieri asciugassero. Per soddisfare il costante bisogno di acqua, erba e combustibile per i fuochi dei campi il percorso seguiva, attraverso il continente, vari fiumi e ruscelli. La rete di percorsi richiedeva poca preparazione iniziale per poter essere percorsa dai carri. I migranti che si avventurarono su questa pista viaggiarono sui carri, pack train, a cavallo, a piedi, con zattere, e con barche per fondare nuove fattorie, rifarsi una nuova vita e affari commerciali nell'Oregon Country. Questo territorio, all'inizio del XIX secolo,  era stato al centro delle contrapposte rivendicazioni degli Stati Uniti d'America e del Regno Unito, che erano giunti ad un accordo solitamente descritto come "possesso congiunto"; il nome britannico per la regione era Columbia District, che dipendeva dal dipartimento regionale locale della Compagnia della Baia di Hudson.
Il viaggio, che richiedeva dai quattro ai sei mesi, attraversava più di metà del continente, mentre i sentieri per carri conducevano a circa 3.200 km ad ovest attraverso territori e terre che successivamente sarebbero diventati sei stati federati degli Stati Uniti d'America: Missouri, Kansas, Nebraska, Wyoming, Idaho e Oregon. Estensioni dell'Oregon Trail erano le vie principali che fornivano continuamente coloni ad altri sei stati: Colorado, Utah, Nevada, California, Washington e Montana.